# Universidad Abierta de Al-Quds
La Universidad Abierta de Al-Quds (en árabe: جامعة  القدس المفتوحة‎) es una universidad pública con sede en Amán, Jordania, y que opera desde 1991 en los territorios palestinos por decreto de la Organización para la Liberación de Palestina (OLP).
La universidad es la única institución de educación abierta que atiende dicha región. Cuenta con centros de estudio en Al-Ezariyeh, Beit Sahour, Bidya, Yatta y Yenín y en el 2012 tenía más de 67 000 estudiantes.